# Rudolf Lehmann (Historiker)

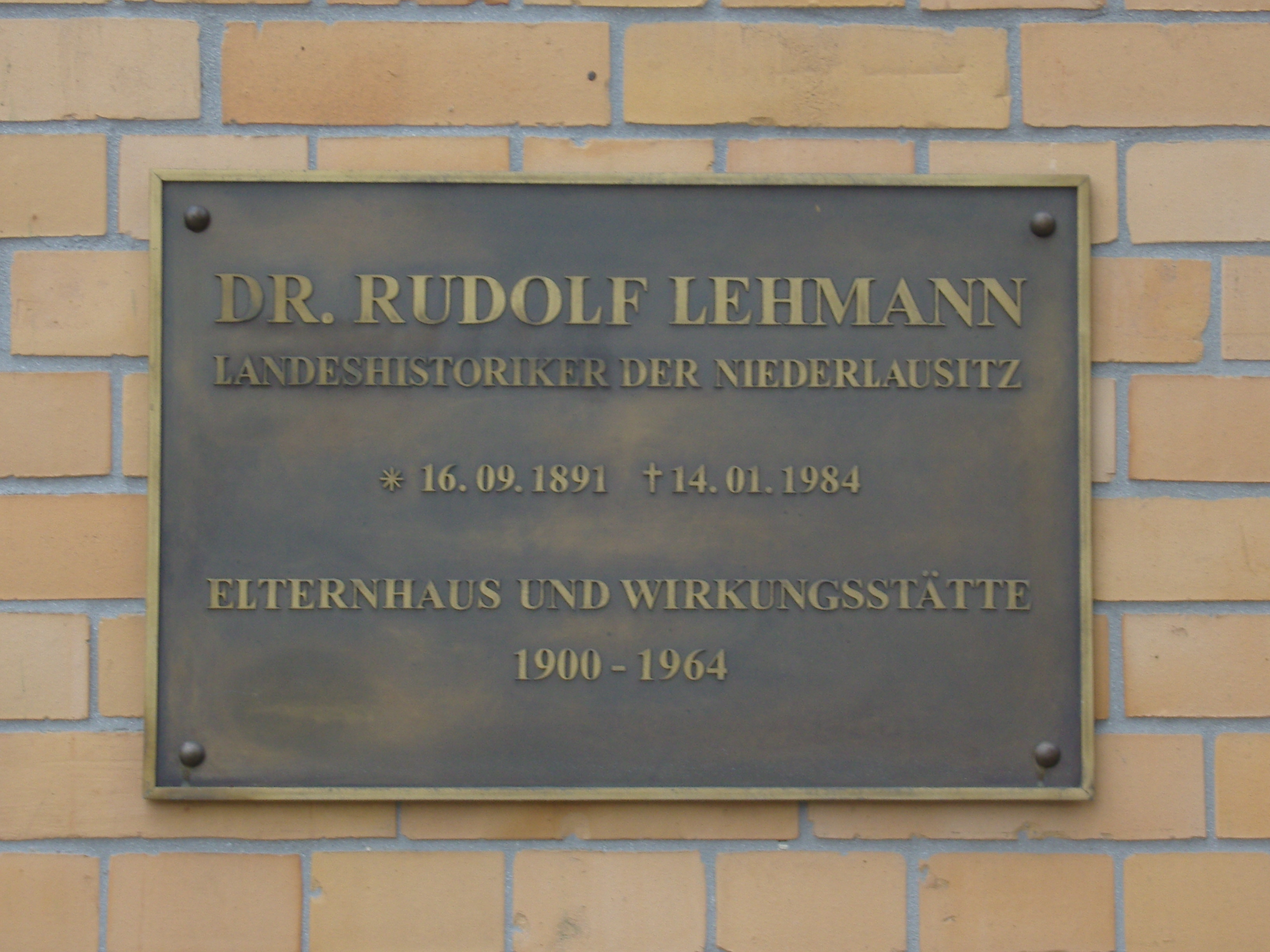
Gedenktafel an Lehmanns Wohnhaus in Senftenberg

Friedrich Adolf Rudolf Lehmann (* 16. September 1891 in Staßfurt; † 14. Januar 1984 in Marburg) war ein deutscher Historiker und Archivar.

## Leben
Geboren als Sohn des Volksschullehrers und Kantors Rudolf Lehmann, siedelte er im Juli 1900 mit seinen Eltern nach Senftenberg über. Er besuchte von 1904 bis 1911 das Friedrich-Wilhelms-Gymnasium in Cottbus und begann, sich für die Niederlausitzer Heimatgeschichte zu interessieren. Nach dem Studium der Geschichte, Germanistik und der lateinischen Sprache in Leipzig, Heidelberg, München und Berlin wurde er 1917 mit der Dissertation Die ältere Geschichte des Cisterzienserklosters Dobrilugk in der Lausitz bei Karl Ludwig Hampe magna cum laude zum Dr. phil. promoviert. Wegen eines Herzklappenfehlers blieb ihm der Kriegsdienst erspart – seinen Berufswunsch Archivar konnte er sich trotzdem nicht erfüllen, und so schloss sich eine pädagogische Ausbildung an. 1926 wurde er Studienrat am Reformrealgymnasium in Senftenberg. Bereits 1920 trat er in den Vorstand der Niederlausitzer Gesellschaft für Geschichte und Altertumskunde ein, deren Vorsitzender er 1930 wurde und bis zur Auflösung 1945 blieb. Zum Jahresende 1946 wurde er aus dem Schuldienst entlassen. Lehmann war zum 1. Mai 1933 der NSDAP beigetreten (Mitgliedsnummer 3.160.907).
Erst 1949 wurde er Archivleiter in Lübben. Er betrieb den Ausbau des alten Niederlausitzer Ständearchivs zu einem Landesarchiv. Wegen Publikationstätigkeit in Westdeutschland wurde er 1958 im Alter von 67 Jahren genötigt, seinen Beruf aufzugeben, und die gesamten historischen Bestände des von ihm aufgebauten Lübbener Landesarchiv wurden ans Brandenburgische Landeshauptarchiv Potsdam überführt. Nach dem Mauerbau 1961 wurden wissenschaftliche Kontakte über die innerdeutsche Grenze immer schwerer, und als 1962 auch die Archivbibliothek nach Potsdam verbracht wurde, war an eine Weiterarbeit in Lübben nicht mehr zu denken. Er fasste den Entschluss, die DDR zu verlassen, und siedelte 1964 nach Marburg über. Dort konnte er dank der Förderung des Historikers Walter Schlesinger noch mehrere große Projekte fertigstellen und zur Veröffentlichung bringen. Sein Nachlass wurde in der Forschungsstelle für Geschichtliche Landeskunde Mitteldeutschlands in Marburg aufbewahrt und später an das Brandenburgische Landeshauptarchiv in Potsdam abgegeben.
Seit 1921 war er mit der Cottbuser Lehrerin Erna Kieschke verheiratet, mit der er vier Kinder hatte. Seine Tochter Anna Maria Lehmann heiratete den Niederlausitzer Heimathistoriker Fritz Bönisch.

## Mitgliedschaften und Ehrungen
- 1925 Historische Kommission für die Provinz Brandenburg und die Reichshauptstadt Berlin (auch deren Nachfolgeinstitutionen Historische Kommission der Provinz Mark Brandenburg und 1959 Historische Kommission zu Berlin)
- 1939 Sächsische Kommission für Geschichte
- 1973 Landesgeschichtliche Vereinigung für die Mark Brandenburg, hier Ehrenmitglied seit dem 27. Mai 1984.

In seiner ehemaligen Heimatstadt Senftenberg wurde 1995 im Ortsteil Buchwalde eine Straße nach ihm benannt. An seinem Wohnhaus wurde 2004 eine Gedenktafel enthüllt.

## Werke
- Die ältere Geschichte des Cisterzienserklosters Dobrilugk in der Lausitz (= Niederlausitzer Mitteilungen. Band 13), Koenig, Guben / Schmersow, Kirchhain N.L. [Niederlausitz] 1917, OCLC 263617478 (Dissertation Universität Heidelberg 1916, 144 Seiten).
- Aus der Vergangenheit der Niederlausitz. Vorträge und Aufsätze. A. Heine, Cottbus 1925
- Die Urkunden des Gubener Stadtarchivs in Regestenform. Magistrat, Guben 1927 (Separatdruck aus: Niederlausitzer Mitteilungen. Band 18, Hälfte 1)
- Bibliographie zur Geschichte der Niederlausitz. Gsellius, Berlin 1927 (= Brandenburgische Bibliographien, Band 3; Veröffentlichungen der Historischen Kommission für die Provinz Brandenburg und die Hauptstadt Berlin, Band 2); Band 2, Böhlau, Münster-Köln 1954 (= Mitteldeutsche Forschungen, Band 2); Nachdruck unter dem Titel: Zwei Bibliographien zur Geschichte der Niederlausitz bis 1945. Niederlausitzer Verlag, Guben 2012, ISBN 978-3-943331-02-8
- Geschichte des Wendentums in der Niederlausitz bis 1815 im Rahmen der Landesgeschichte. Julius Beltz, Langensalza 1930 (= Die Wenden, Heft 2)
- Geschichte des Markgraftums Niederlausitz. Der Schicksalsweg einer ostdeutschen Landschaft und ihrer Menschen. Baensch Stiftung, Dresden 1937
- Urkundenbuch des Klosters Dobrilugk und seiner Besitzungen. B. G. Teubner, Leipzig-Dresden 1942 (= Urkundenbuch zur Geschichte des Markgraftums Niederlausitz, Band 5)
- Die Verhältnisse der niederlausitzischen Herrschafts- und Gutsbauern in der Zeit vom Dreißigjährigen Kriege bis zu den preußischen Reformen. Böhlau, Köln-Graz 1956 (= Mitteldeutsche Forschungen, Band 6)
- Quellen zur Lage der Privatbauern in der Niederlausitz im Zeitalter des Absolutismus. Akademie-Verlag, Berlin 1957 (= Schriften des Instituts für Geschichte / Deutsche Akademie der Wissenschaften zu Berlin, Reihe 2, Band 2; Veröffentlichungen des landesgeschichtlichen Forschungsstelle für Brandenburg, Band 1)
- Die Niederlausitz in den Tagen des Klassizismus, der Romantik und des Biedermeier. Böhlau, Köln-Graz 1958 (= Mitteldeutsche Forschungen, Band 13); Nachdruck: Trautmann, Sonneberg 2014, ISBN 978-3-00-046449-2
- Die Urkunden des Luckauer Stadtarchivs in Regesten. Akademie-Verlag, Berlin 1958 (= Schriften des Instituts für Geschichte / Deutsche Akademie der Wissenschaften zu Berlin, Reihe 2, Band 5; Veröffentlichungen des landesgeschichtlichen Forschungsstelle für Brandenburg, Band 2)
- Übersicht über die Bestände des Landesarchivs Lübben/NL. Böhlau, Weimar 1958 (= Veröffentlichungen des Brandenburgischen Landeshauptarchivs, Band 1)
- Geschichte der Niederlausitz. de Gruyter, Berlin 1963 (= Veröffentlichungen der Berliner Historischen Kommission beim Friedrich-Meinecke-Institut der Freien Universität Berlin, Band 5; erweiterte Neuauflage der Geschichte des Markgraftums Niederlausitz); Nachdruck in zwei Bänden: Klaus D. Becker, Potsdam 2013, ISBN 978-3-88372-064-7, ISBN 978-3-88372-065-4
- Die Herrschaften in der Niederlausitz. Untersuchungen zur Entstehung und Geschichte. Böhlau, Köln-Graz 1966 (= Mitteldeutsche Forschungen, Band 40)
- Urkundeninventar zur Geschichte der Niederlausitz bis 1400. Böhlau, Köln / Graz 1968 (= Mitteldeutsche Forschungen, Band 55)
- Vorfahren und Jugend. Erinnerungen eines Niederlausitzers. Selbstverlag, Marburg 1968 (erster Teil seiner Autobiographie)
- Lebensweg und Arbeitsgang. Rückblicke eines Niederlausitzers. Selbstverlag, Marburg 1970 (zweiter Teil seiner Autobiographie)
- Quellen zur Geschichte der Niederlausitz. 3 Bände, Böhlau, Köln / Wien 1972, 1976 und 1979, ISBN 3-412-90972-6, ISBN 3-412-05175-6, ISBN 3-412-05778-9 (= Mitteldeutsche Forschungen, Band 68)
- Untersuchungen zur Geschichte der kirchlichen Organisation und Verwaltung der Lausitz im Mittelalter. Colloquium-Verlag, Berlin 1974, ISBN 3-7678-0339-9 (= Einzelveröffentlichungen der Historischen Kommission zu Berlin, Band 13), auch: St-Benno-Verlag, Leipzig 1986, ISBN 3-7462-0127-6 (= Studien zur katholischen Bistums- und Klostergeschichte, Band 28)
- Historisches Ortslexikon für die Niederlausitz. Band 1: Einleitung und Übersichten. Die Kreise Luckau, Lübben und Calau. Hessisches Landesamt für Geschichtliche Landeskunde, Marburg 1979, ISBN 3-921254-96-5 Nachdruck: Klaus Becker Verlag, Potsdam 2011, ISBN 978-3-941919-89-1, doi:10.35998/9783830542971 (Open Access).
- Historisches Ortslexikon für die Niederlausitz. Band 2: Die Kreise Cottbus, Spremberg, Guben und Sorau. Hessisches Landesamt für Geschichtliche Landeskunde, Marburg 1979, ISBN 3-921254-96-5 Nachdruck: Klaus Becker Verlag, Potsdam 2011, ISBN 978-3-941919-90-7, doi:10.35998/9783830542988 (Open Access).
- Michael Gockel (Hrsg.): Rudolf Lehmann, ein bürgerlicher Historiker und Archivar am Rande der DDR. Tagebücher 1945–1964 (= Veröffentlichungen des Brandenburgischen Landeshauptarchivs, Band 70). BWV, Berliner Wissenschafts-Verlag, Berlin 2018, ISBN 978-3-8305-3745-8. (Open Access)